# Leichtathletik-Weltmeisterschaften 2013/Teilnehmer (Kanada)
| Gelbes Symbol für Goldmedaillen mit stilisierten Olympischen Ringen | Graues Symbol für Silbermedaillen mit stilisierten Olympischen Ringen | Braundes Symbol für Bronzemedaillen mit stilisierten Olympischen Ringen |
| ------------------------------------------------------------------- | --------------------------------------------------------------------- | ----------------------------------------------------------------------- |
| —                                                                   | 1                                                                     | 4                                                                       |

Der Leichtathletik-Verband Kanadas stellte 22 Teilnehmerinnen und 23 Teilnehmer bei den Leichtathletik-Weltmeisterschaften 2013 in der russischen Hauptstadt Moskau.

## Ergebnisse

### Männer

#### Laufdisziplinen
| Athlet                                                       | Disziplin        | Vorlauf        | Vorlauf | Halbfinale         | Halbfinale         | Finale             | Finale             |
| Athlet                                                       | Disziplin        | Zeit           | Platz   | Zeit               | Platz              | Zeit               | Platz              |
| ------------------------------------------------------------ | ---------------- | -------------- | ------- | ------------------ | ------------------ | ------------------ | ------------------ |
| Aaron Brown                                                  | 100 m            | 10,15 s        | 13      | 10,15 s            | 13                 | nicht qualifiziert | nicht qualifiziert |
| Sam Effah                                                    | 100 m            | 10,21 s        | 22      | nicht qualifiziert | nicht qualifiziert | nicht qualifiziert | nicht qualifiziert |
| Gavin Smellie                                                | 100 m            | 10,30 s        | 31      | 10,30 s            | 20                 | nicht qualifiziert | nicht qualifiziert |
| Tremaine Harris                                              | 200 m            | 20,68 s        | 22      | nicht qualifiziert | nicht qualifiziert | nicht qualifiziert | nicht qualifiziert |
| Anthony Romaniw                                              | 800 m            | 1:47,98 min    | 34      | nicht qualifiziert | nicht qualifiziert | nicht qualifiziert | nicht qualifiziert |
| Nathan Brannen                                               | 1500 m           | 3:38,49 min    | 5       | 3:36,59 min        | 7                  | 3:38,09 min        | 10                 |
| Mohammed Ahmed                                               | 10.000 m         |                |         |                    |                    | 27:35,76 min SB    | 9                  |
| Cameron Levins                                               | 10.000 m         |                |         |                    |                    | 27:47,89 min SB    | 14                 |
| Rob Watson                                                   | Marathon         |                |         |                    |                    | 2:16:28 h SB       | 20                 |
| Alex Genest                                                  | 3000 m Hindernis | 8:24,56 min    | 15      |                    |                    | 8:27,01 min        | 13                 |
| Matthew Hughes                                               | 3000 m Hindernis | 8:16,93 min PB | 2       |                    |                    | 8:11,64 min NR     | 6                  |
| Chris Winter                                                 | 3000 m Hindernis | 8:29,36 min    | 23      |                    |                    | nicht qualifiziert | nicht qualifiziert |
| Iñaki Gómez                                                  | 20 km Gehen      |                |         |                    |                    | 1:22:21 h SB       | 8                  |
| Benjamin Thorne                                              | 20 km Gehen      |                |         |                    |                    | 1:24:26 h          | 20                 |
| Evan Dunfee                                                  | 50 km Gehen      |                |         |                    |                    | 3:59:28 h PB       | 36                 |
| Aaron Brown Dontae Richards-Kwok Gavin Smellie Justyn Warner | 4 × 100 m        | 38,29 s        | 6       |                    |                    | 37,92 s SB         | Bronze             |

#### Sprung/Wurf
| Athlet          | Disziplin      | Qualifikation | Qualifikation | Finale             | Finale             |
| Athlet          | Disziplin      | Weite/Höhe    | Platz         | Weite/Höhe         | Platz              |
| --------------- | -------------- | ------------- | ------------- | ------------------ | ------------------ |
| Derek Drouin    | Hochsprung     | 2,29 m        | 8             | 2,38 m NR          | Bronze             |
| Michael Mason   | Hochsprung     | 2,17 m        | 25            | nicht qualifiziert | nicht qualifiziert |
| Shawnacy Barber | Stabhochsprung | 5,40 m        | 27            | nicht qualifiziert | nicht qualifiziert |
| Dylan Armstrong | Kugelstoßen    | 20,39 m       | 7             | 21,34 m SB         | Bronze             |
| Tim Nedow       | Kugelstoßen    | 18,72 m       | 24            | nicht qualifiziert | nicht qualifiziert |

#### Zehnkampf
| Athlet        | Disziplin | 100 m   | Weit- sprung | Kugel- stoßen | Hoch- sprung | 400 m   | 110 m Hürden | Diskus- wurf | Stabhoch- sprung | Speer- wurf | 1500 m         | Punkte  | Platz  |
| ------------- | --------- | ------- | ------------ | ------------- | ------------ | ------- | ------------ | ------------ | ---------------- | ----------- | -------------- | ------- | ------ |
| Damian Warner | Ergebnis  | 10,43 s | 7,39 m       | 14,23 m PB    | 2,05 m       | 48,41 s | 13,96 s      | 44,13 m SB   | 4,80 m PB        | 64,67 m PB  | 4:29,97 min SB | 8512 PB | Bronze |
| Damian Warner | Punkte    | 992     | 908          | 742           | 850          | 889     | 980          | 749          | 849              | 808         | 745            | 8512 PB | Bronze |

### Frauen

#### Laufdisziplinen
| Athletin                                                            | Disziplin    | Vorlauf        | Vorlauf | Halbfinale         | Halbfinale         | Finale             | Finale             |
| Athletin                                                            | Disziplin    | Zeit           | Platz   | Zeit               | Platz              | Zeit               | Platz              |
| ------------------------------------------------------------------- | ------------ | -------------- | ------- | ------------------ | ------------------ | ------------------ | ------------------ |
| Crystal Emmanuel                                                    | 200 m        | DSQ            | DSQ     | –––                | –––                | –––                | –––                |
| Kimberly Hyacinthe                                                  | 200 m        | 23,19 s        | 23      | 23,12 s            | 17                 | nicht qualifiziert | nicht qualifiziert |
| Alicia Brown                                                        | 400 m        | 53,26 s        | 30      | nicht qualifiziert | nicht qualifiziert | nicht qualifiziert | nicht qualifiziert |
| Karine Belleau-Beliveau                                             | 800 m        | 2:02,93 min    | 28      | nicht qualifiziert | nicht qualifiziert | nicht qualifiziert | nicht qualifiziert |
| Melissa Bishop                                                      | 800 m        | 2:01,91 min    | 23      | nicht qualifiziert | nicht qualifiziert | nicht qualifiziert | nicht qualifiziert |
| Sheila Reid                                                         | 1500 m       | 4:10,90 min    | 27      | nicht qualifiziert | nicht qualifiziert | nicht qualifiziert | nicht qualifiziert |
| Nicole Sifuentes                                                    | 1500 m       | 4:08,54 min    | 16      | 4:06,30 min        | 12                 | nicht qualifiziert | nicht qualifiziert |
| Kate van Buskirk                                                    | 1500 m       | 4:08,65 min    | 18      | 4:07,36 min PB     | 18                 | nicht qualifiziert | nicht qualifiziert |
| Krista Duchene                                                      | Marathon     |                |         |                    |                    | DNF                | DNF                |
| Lanni Marchant                                                      | Marathon     |                |         |                    |                    | 3:01:54 h          | 44                 |
| Angela Whyte                                                        | 100 m Hürden | 12,93 s        | 7       | 12,76 s            | 7                  | 12,78 s            | 6                  |
| Jessica Zelinka                                                     | 100 m Hürden | 13,15 s        | 17      | 13,12 s            | 19                 | nicht qualifiziert | nicht qualifiziert |
| Noelle Montcalm                                                     | 400 m Hürden | 57,50 s        | 24      | nicht qualifiziert | nicht qualifiziert | nicht qualifiziert | nicht qualifiziert |
| Khamica Bingham Shai-Anne Davis Crystal Emmanuel Kimberly Hyacinthe | 4 × 100 m    | 42,99 s NR     | 8       |                    |                    | 43,28 s            | 6                  |
| Alicia Brown Jenna Martin Noelle Montcalm Sarah Wells               | 4 × 400 m    | 3:31,09 min SB | 12      |                    |                    | nicht qualifiziert | nicht qualifiziert |

#### Sprung/Wurf
| Athletin          | Disziplin  | Qualifikation | Qualifikation | Finale             | Finale             |
| Athletin          | Disziplin  | Weite         | Platz         | Weite              | Platz              |
| ----------------- | ---------- | ------------- | ------------- | ------------------ | ------------------ |
| Christabel Nettey | Weitsprung | 6,47 m        | 20            | nicht qualifiziert | nicht qualifiziert |
| Krista Woodward   | Speerwurf  | 58,86 m       | 17            | nicht qualifiziert | nicht qualifiziert |
| Sultana Frizell   | Hammerwurf | 69,06 m       | 16            | nicht qualifiziert | nicht qualifiziert |

#### Siebenkampf
| Athletin              | Disziplin | 100 m Hürden | Hochsprung | Kugelstoßen | 200 m   | Weitsprung | Speerwurf  | 800 m          | Punkte  | Platz  |
| --------------------- | --------- | ------------ | ---------- | ----------- | ------- | ---------- | ---------- | -------------- | ------- | ------ |
| Brianne Theisen-Eaton | Ergebnis  | 13,17 s      | 1,83 m     | 13,07 m     | 24,18 s | 6,37 m PB  | 45,64 m SB | 2:09,03 min PB | 6530 PB | Silber |
| Brianne Theisen-Eaton | Punkte    | 1099         | 1016       | 732         | 963     | 965        | 776        | 979            | 6530 PB | Silber |